# ما گوی
ما گوی (انگلیسی: Ma Gui; ۱ ژانویهٔ ۱۵۴۳ – ۱ ژانویهٔ ۱۶۰۷) افسر (ارتش) اهل دودمان مینگ در طی تهاجم ژاپن به کره (۱۵۹۸–۱۵۹۲) بود.